# 塑料小兵人

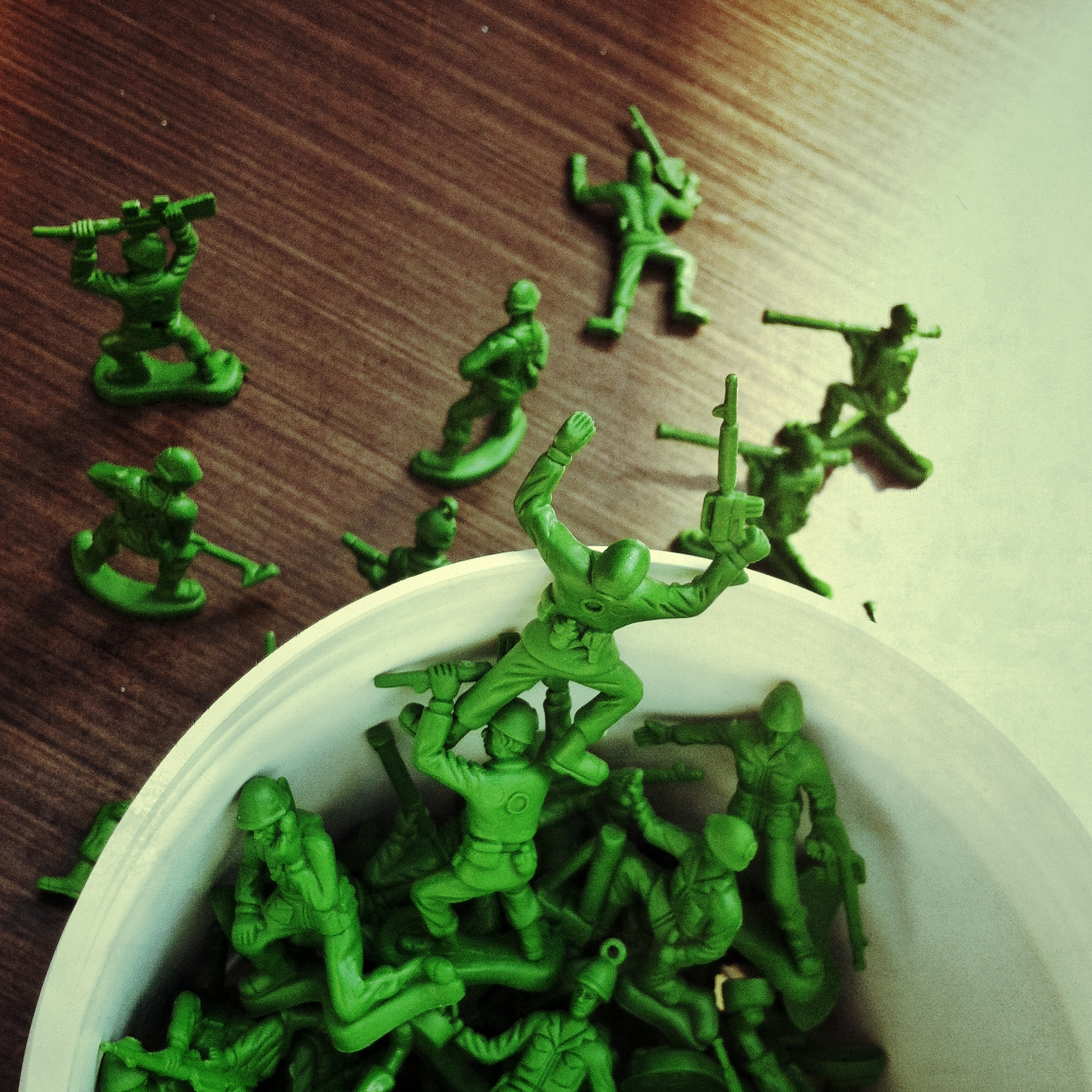
塑料小兵人

塑料小兵人是一種大约5 cm（2.0英寸）高的玩具兵，通常由低密度聚乙烯塑料製成，而且塑料小兵人價格低廉。由於體積和高度較小，商店通常會出售一整袋（捅）的塑料小兵人。常見的塑料小兵人是绿色或棕褐色的，而且這種小兵人身上穿的服裝基本上是现代军装，他們頭戴鋼盔，手上拿的是20世纪的武器（槍械）。 1938年，美國境內就有商家生產和銷售塑料小兵人。